# Caterham CT03
Caterham CT03 es el monoplaza utilizado por la escudería Caterham durante la temporada 2013. Fue pilotado por Charles Pic y Giedo van der Garde.

## Presentación
El coche fue presentado por la escudería el día 5 de febrero durante los test de Jerez.

## Nombre
A pesar de ser el sucesor del CT01, lleva el nombre CT03. Esto se debe a que el Renault Alpine A110-50, una versión más deportiva del DeZir fue originalmente desarrollado en 2012 como homenaje a los 50 años del Alpine A110 original, exclusivamente bajo el Grupo Renault. Sin embargo tras la creación de la alianza Alpine Caterham, el proyecto se convirtió en parte de la compañía británica de propiedad malaya, finalmente siendo presentado en 2012 con el código interno Caterham CT02, siendo este el 2.º proyecto en orden secuencial.

## Resultados
(Clave) (negrita indica pole position) (cursiva indica vuelta rápida)
| Año  | Motor                    | Neu. | N.º | Pilotos             | 1   | 2   | 3   | 4   | 5   | 6   | 7   | 8   | 9   | 10  | 11  | 12  | 13  | 14  | 15  | 16  | 17  | 18  | 19  | Puntos | Pos. |
| ---- | ------------------------ | ---- | --- | ------------------- | --- | --- | --- | --- | --- | --- | --- | --- | --- | --- | --- | --- | --- | --- | --- | --- | --- | --- | --- | ------ | ---- |
| 2013 | Renault RS27-2013 2.4 V8 | P    |     |                     | AUS | MYS | CHN | BHR | ESP | MON | CAN | GBR | GER | HUN | BEL | ITA | SIN | RCO | JPN | IND | ABU | USA | BRA | 0      | 11º  |
| 2013 | Renault RS27-2013 2.4 V8 | P    | 20  | Charles Pic         | 16  | 14  | 16  | 17  | 17  | Ret | 18  | 15  | 17  | 15  | Ret | 17  | 19  | 14  | 18  | Ret | 19  | 20  | Ret | 0      | 11º  |
| 2013 | Renault RS27-2013 2.4 V8 | P    | 21  | Giedo van der Garde | 18  | 15  | 18  | 21  | Ret | 15  | Ret | 18  | 18  | 14  | 16  | 18  | 16  | 15  | Ret | Ret | 18  | 19  | 18  | 0      | 11º  |